# 束腰冰柱螺
束腰冰柱螺（学名：Retusa waughiana）为凹塔螺科凹塔螺屬下的一个种。